# Неметропольне графство
Графство, що не є метрополією, або в просторіччі графство Шир — це одиниця графства в Англії, яка не є столичним графством. Округи зазвичай мають населення від 300 тис. до 1,8 млн. осіб.  Однак термін графство є неофіційним. Багато графств, що не є метрополією, мають історичні назви, і більшість, наприклад Вілтшир і Стаффордшир, закінчуються на суфікс «-шир». З решти деякі округи мали закінчення «-шир», але з часом втратили його, як-от Девон і Сомерсет.

## Витоки
До 1974 року органи місцевого самоврядування поділялися між однорівневими окружними округами (найбільшими селищами та містами) та дворівневими адміністративними округами, які поділялися на муніципальні райони та міські та сільські округи. Закон про місцеве самоврядування 1972 року, який набув чинності 1 квітня 1974 року, розділив Англію за межами Великого Лондона та шести найбільших агломерацій на тридцять дев’ять неметричних округів. Кожен округ був поділений на десь від двох до чотирнадцяти неметричних округів. Існувала уніфікована дворівнева система місцевого самоврядування з окружними радами, які мали справу з «широкими» службами, такими як освіта, пожежна служба та поліція, а районні ради мали більше місцевих повноважень у таких сферах, як планування, житло та вивезення сміття.
У початковому вигляді округи, що не входили в метрополію, були в основному засновані на існуючих округах, хоча вони включали ряд нововведень. Деякі округи були засновані на територіях, що оточували великі райони округів, або були утворені шляхом злиття менших округів. Прикладами першої категорії є Avon (на базі Бат і Брістоль) і Клівленд (на базі Teesside). Прикладом другої категорії є Камбрія, утворена в результаті злиття між Камберлендом і Вестморлендом. Округи були прийняті для всіх статутних цілей: лорд-лейтенант і верховний шериф призначалися до кожного округу, і вони також використовувалися для судового управління та визначення районів поліцейських сил. Королівська пошта прийняла графства для поштових цілей у більшості регіонів.

## Зміни

### 1995–1998 роки
У 1992 році було призначено Комісію місцевого самоврядування для перегляду адміністративної структури округів, що не є метрополією. Передбачалося, що двоступеневу систему повністю замінить унітарна система влади. Комісія зіткнулася з конкуруючими претензіями колишніх графств, які бажали відновити унітарний статус, і виступають за відновлення таких невеликих графств, як Херефордшир і Ратленд. Перегляд призвів до запровадження унітарного місцевого самоврядування в деяких областях, але не в інших. У більшості унітарних органів влади існуюча окружна рада перебрала повноваження від повітової ради. Закон 1972 року вимагав, щоб усі території за межами Великого Лондона були частиною неметрополісного округу, і щоб усі такі округи мали принаймні один округ. Відповідно, нормативні документи, які здійснили реорганізацію, відокремили унітарні округи від повіту, в якому вони були розташовані, і конституювали їх як повіти. Накази також передбачали, що положення Закону 1972 року про те, що кожен округ повинен мати окружну раду, не повинні застосовуватися в нових округах, а окружна рада виконує повноваження окружної ради.

### 2009 рік
Наступна хвиля унітарних органів влади була створена в 2009 році відповідно до Закону про місцеве самоврядування та залучення громадськості до охорони здоров'я 2007 року. У той час як було створено низку нових округів, кілька нових органів влади (таких як Корнуолл чи Нортумберленд) продовжували мати кордони, встановлені в 1974 році.

### 2019–2021 роки
Структурні зміни місцевого самоврядування в Англії у 2019–2021 роках включали та включатимуть зміни в неметричних графствах Дорсет (2019) і Нортгемптоншир (2020).

## Список неметропольних графств
У наведеному нижче списку показано початкові тридцять дев'ять округів, утворених у 1974 році, наступні зміни в 1990-х роках і подальші зміни з того часу.
     Поточне
     Планове скасування
     Скасовано неметропольне графство
     Скасовано неметропольне графство та пов’язане з ним церемоніальне графство
| Неметропольне 1974                         | Зміни 1995–1998 | Зміни 2009                         | Зміни 2019 та 2020s                                                       |
| ------------------------------------------ | --- | ---------------------------------- | ------------------------------------------------------------------------- |
| Ейвон (6 графств)                          | 1996: Північно-Західний Сомерсет (унітарний) 2005: перейменовано Північний Сомерсет                                                             | None                               | None                                                                      |
| Ейвон (6 графств)                          | 1996: Бат і Північно-Східний Сомерсет (унітарний)                                                                                               | None                               | None                                                                      |
| Ейвон (6 графств)                          | 1996: Південний Глостершир (унітарний) | None                               | None                                                                      |
| Ейвон (6 графств)                          | 1996: City of Bristol (унітарний) | None                               | None                                                                      |
| Бедфордшир (4 графства)                    | 1997: Бедфордшир (3 districts) | Bedford (унітарний)                | None                                                                      |
| Бедфордшир (4 графства)                    | 1997: Бедфордшир (3 districts) | Центральний Бедфордшир (унітарний) | None                                                                      |
| Бедфордшир (4 графства)                    | 1997: Лутон (unitary) | None                               | None                                                                      |
| Беркшир (Королівське графство) (6 графств) | 1998: Управу графств ліквідовано, кожна з шести районних рад у графстві стала унітарною владою. Королівське графство Беркшир не було скасовано. | None                               | None                                                                      |
| Бакінгемшир (5 графств)                    | 1997: Buckinghamshire (4 графства) | None                               | Бакінгемшир (унітарне)                                                    |
| Бакінгемшир (5 графств)                    | 1997: Мілтон-Кінз (унітарне) | None                               | None                                                                      |
| Кембриджшир (6 графств)                    | 1998: Кембриджшир (5 графств) | None                               | None                                                                      |
| Кембриджшир (6 графств)                    | 1998: Пітерборо (унітарне) | None                               |                                                                           |
| Чешир (8 графств)                          | 1998: Чешир (6 графств) | Східний Чешир (унітарне)           | None                                                                      |
| Чешир (8 графств)                          | 1998: Чешир (6 графств) | Західний Чешир і Честер (унітарне) | None                                                                      |
| Чешир (8 графств)                          | 1998: Галтон (унітарне) | None                               | None                                                                      |
| Чешир (8 графств)                          | 1998: Воррінгтон (унітарне) | None                               | None                                                                      |
| Клівленд (4 графства)                      | 1996: Гартлпул (унітарне) | None                               | None                                                                      |
| Клівленд (4 графства)                      | 1996: Мідлсбро (унітарне) | None                               | None                                                                      |
| Клівленд (4 графства)                      | 1996: Редкар і Клівленд (унітарне) | None                               | None                                                                      |
| Клівленд (4 графства)                      | 1996: Стоктон-он-Тіз (унітарне) | None                               | None                                                                      |
| Корнуолл (6 графств)                       | None | Став унітарним                     | None                                                                      |
| Камбрія (6 графств)                        | None | None                               | None                                                                      |
| Дербішир (9 графств)                       | 1997: Derby (унітарне) | None                               | None                                                                      |
| Дербішир (9 графств)                       | 1997: Дербішир (8 графств) | None                               | None                                                                      |
| Девон (10 графств)                         | 1998: Девон (8 графств) | None                               | None                                                                      |
| Девон (10 графств)                         | 1998: Торбей (унітарне) | None                               | None                                                                      |
| Девон (10 графств)                         | 1998: Плімут (унітарне) | None                               | None                                                                      |
| Дорсет (8 графств)                         | 1997: Dorset (6 графств) | None                               | Dorset (унітарна з 7 графств)                                             |
| Дорсет (8 графств)                         | 1997: Борнмут (унітарне) | None                               | Борнмут, Крайстчерч і Пул (унітарний з 2 унітаріїв і графство Крайстчерч) |
| Дорсет (8 графств)                         | 1997: Пул (унітарне) | None                               | Борнмут, Крайстчерч і Пул (унітарний з 2 унітаріїв і графство Крайстчерч) |
| Дарем (8 графств)                          | 1997: Durham (7 графств) | 1997: Дарлінгтон (унітарне)        | None                                                                      |
| Дарем (8 графств)                          | 1997: Durham (7 графств) | Став унітарним                     | None                                                                      |
| Східний Сассекс (7 графств)                | 1997: Східний Сассекс (5 графств) | None                               | None                                                                      |
| Східний Сассекс (7 графств)                | 1997: Брайтон і Гоув (унітарне) | None                               | None                                                                      |
| Ессекс (14 графств)                        | 1998: Ессекс (12 графств) | None                               | None                                                                      |
| Ессекс (14 графств)                        | 1998: Саутенд-он-Сі (unitary) | None                               | None                                                                      |
| Ессекс (14 графств)                        | 1998: Таррек (унітарне) | None                               | None                                                                      |
| Глостершир (6 графств)                     | None | None                               | None                                                                      |
| Гемпшир (13 графств)                       | 1997: Гемпшир (11 унітарних) | None                               | None                                                                      |
| Гемпшир (13 графств)                       | 1997: Портсмут (унітарне) | None                               | None                                                                      |
| Гемпшир (13 графств)                       | 1997: Саутгемптон (унітарне) | None                               | None                                                                      |
| Герефорд і Вустер (9 графств)              | 1998: Герефордшир (унітарне) | None                               | None                                                                      |
| Герефорд і Вустер (9 графств)              | 1998: Вустершир (6 графств) | None                               | None                                                                      |
| Гартфордшир (10 графств)                   | None | None                               | None                                                                      |
| Хамберсайд (9 графств)                     | 1996: Східний Йоркширський Райдінг (унітарне)                                                                                                   | None                               | None                                                                      |
| Хамберсайд (9 графств)                     | 1996: Кінгстон-апон-Галл (унітарне) | None                               | None                                                                      |
| Хамберсайд (9 графств)                     | 1996: Північний Лінкольншир (унітарне) | None                               | None                                                                      |
| Хамберсайд (9 графств)                     | 1996: Північно-Східний Лінкольншир (унітарне)                                                                                                   | None                               | None                                                                      |
| Острів Вайт (2 графства)                   | 1995: Стало унітарне | None                               | None                                                                      |
| Кент (14 графств)                          | 1998: Kent (12 districts) | None                               | None                                                                      |
| Кент (14 графств)                          | 1998: The Medway Towns (унітарне) 1998: renamed Медвей                                                                                          | None                               | None                                                                      |
| Ланкашир (14 графств)                      | 1998: Ланкашир (12 графств) | None                               | None                                                                      |
| Ланкашир (14 графств)                      | 1998: Блекберн і Дарвен (унітарне) | None                               | None                                                                      |
| Ланкашир (14 графств)                      | 1998: Blackpool (унітарне) | None                               | None                                                                      |
| Лестершир (9 графств)                      | 1997: Лестершир (7 графств) | None                               | None                                                                      |
| Лестершир (9 графств)                      | 1997: Лестер (унітарне) | None                               | None                                                                      |
| Лестершир (9 графств)                      | 1997: Ратленд (унітарне) | None                               | None                                                                      |
| Лінкольншир (7 графств)                    | None | None                               | None                                                                      |
| Норфолк (7 графств)                        | None | None                               | None                                                                      |
| Північний Йоркшир (8 графств)              | 1996: Північний Йоркшир (7 графств) | None                               | None                                                                      |
| Північний Йоркшир (8 графств)              | 1996: Йорк (унітарне) | None                               | None                                                                      |
| Нортгемптоншир (7 графств)                 | None | None                               | Північний Нортгемптоншир (унітарне)                                       |
| Нортгемптоншир (7 графств)                 | None | None                               | Західний Нортгемптоншир (унітарне)                                        |
| Нортумберленд (6 графств)                  | None | Став унітарним                     | None                                                                      |
| Ноттінгемшир (8 графств)                   | 1998: Ноттінгемшир (7 графств) | None                               | None                                                                      |
| Ноттінгемшир (8 графств)                   | 1998: Ноттінгем (унітарне) | None                               | None                                                                      |
| Оксфордшир (5 графств)                     | None | None                               | None                                                                      |
| Salop (6 districts) 1980: renamed Шропшир  | 1998: Shropshire (5 districts) | Став унітарним                     | None                                                                      |
| Salop (6 districts) 1980: renamed Шропшир  | 1998: Телфорд і Рекін (унітарне) 1998: Renamed Telford and Wrekin                                                                               | None                               | None                                                                      |
| Сомерсет (5 графств)                       | None | None                               | Somerset (4 districts through merger)                                     |
| Стаффордшир (9 графств)                    | 1997: Staffordshire (8 графств) | None                               | None                                                                      |
| Стаффордшир (9 графств)                    | 1997: Сток-он-Трент (унітарне) | None                               | None                                                                      |
| Саффолк (7 графств)                        | None | None                               | Саффолк (5 графств через злиття)                                          |
| Суррей (11 графств)                        | None | None                               | None                                                                      |
| Ворикшир (5 графств)                       | None | None                               | None                                                                      |
| Західний Сассекс (7 графств)               | None | None                               | None                                                                      |
| Вілтшир (5 графств)                        | 1997: Wiltshire (4 графств) | Став унітарним                     | None                                                                      |
| Вілтшир (5 графств)                        | 1997: Свіндон (унітарне) 1997: перейменовано Свіндон                                                                                            | None                               | None                                                                      |